# Династия (телесериал)
«Династия» (англ. Dynasty) — американская прайм-тайм мыльная опера, транслировавшаяся на канале ABC с 12 января 1981 года по 11 мая 1989 года. В центре сюжета Кэррингтоны — состоятельная семья, владеющая нефтяным бизнесом и живущая в Денвере, штат Колорадо.
Авторы сериала — супруги Ричард и Эстер Шапиро, а продюсером стал Аарон Спеллинг. В главных ролях снялись Джон Форсайт и Линда Эванс в роли нефтяного магната Блэйка Кэррингтона и его жены Кристалл. Многие критики считают, что сериал стал ответом канала ABC на культовую семейную сагу CBS — «Даллас».
Хотя рейтингам «Династии» на момент появления героини Алексис во втором сезоне было далеко до успеха «Далласа», именно благодаря Джоан Коллинз новый сериал попал в 20-ку лучших шоу по итогам года, а также смог занять первое место по результатам рейтинга. Сериал был номинирован на премию «Золотой глобус» в категории «Лучшая телевизионная драма» каждый год с 1981 по 1986, завоевав награду лишь в 1984. Благодаря успеху сериала создатели смогли открыть линию различной модной продукции, а также снять спин-офф «Семья Колби». Однако к 1987 году сериал опустился до 24 места в топах, а в 1989 году шоу было закрыто. Также по мотивам телесериала The CW - был запущен его ремейк и в 2017-м - 2018-м году.

## Сюжет
В центре сюжета «Династии» — противостояние двух крупнейших нефтяных компаний штата Колорадо: «Денвер-Кэррингтон» и «Колби-Ко», причем часто причинами соперничества являются не деловые интересы, а личные отношения руководителей компаний. На фоне этой борьбы в сериале показана любовная история главы «Денвер-Кэррингтон» Блейка Кэррингтона (Джон Форсайт) и секретаря его компании Кристал Грант Дженнигз (Линда Эванс), которая становится его женой в первых эпизодах «Династии» и, переехав в роскошный особняк Блейка, испытывает неприязнь со стороны его детей от первого брака. На протяжении сериала Блейк, Кристал и другие члены семьи Кэррингтонов выдерживают множество испытаний, прежде чем обретают счастье, причем не в самом сериале, который оканчивается довольно мрачно, а в его продолжении — мини-сериале «Династия: Примирение».

## История сериала

### Разработка проекта
Продюсер Аарон Спеллинг, уже прославившийся на тот момент сериалами «Старски и Хатч», «Лодка любви», «Остров фантазий», «Ангелы Чарли», взялся за продюсирование нового шоу, авторами которого выступили супруги Ричард и Эстер Шапиро — сначала они придумали название «Нефть» (англ. Oil), а главная роль была у Джорджа Пеппарда. В черновиках пилотного сценария две главные семьи сериала — Кэррингтон и Колби имели фамилии Паркхёрст и Корби соответственно.
Пеппарда, у которого были определённые трудности с исполнением довольно неприятной роли Блейка, заменили актёром Джоном Форсайтом (который озвучивал голос Чарли Таунсенда в сериале Аарона Спеллинга «Ангелы Чарли»). Однако в финальном сценарии фамилии Паркхёрст и Корби были изменены на Кэррингтон и Колби, а их соперничество было скопировано с семей Монтекки и Капулетти из «Ромео и Джульетты», где основной сюжет построен на несчастной любви и войне между кланами.
Первый сезон, отснятый в 1980 году, был отложен из-за разногласий между Гильдией киноактеров и Американской федерации актеров радио и телевидения. Показ многих шоу был отложен на месяцы, и «Династия» не могла выйти на экраны на канале ABC до 12 января 1981 года, когда состоялась трёхчасовая премьера шоу.

### Съёмки
Особняк Филоли, который находится в городе Вудсайд в штате Калифорния, использовали для фасадных съёмок особняка Кэррингтонов (в котором было 48 комнат) в начальной заставке сериала, а также в сценах у особняка и в «переходах» от одной сцены к другой. Также особняк был использован в фильме Уоррена Битти 1978 года под названием «Небеса могут подождать». Кроме того, для съёмок семейного гнезда Кэррингтонов и его окрестностей (например, пруд с лилиями) использовался особняк Ардэн Вилла с 17 комнатами., который можно увидеть во многих фильмах, сериалах и музыкальных клипах.
Джон Форсайт стал единственным актёром, который появился во всех 220 эпизодах шоу. Линда Эванс появилась в 204 (покинув сериал после появления лишь в 6 эпизодах последнего сезона). Показатель Джоан Коллинз — 195 серий (персонаж появился лишь во 2 сезоне, кроме того, Алексис отсутствовала в одном эпизоде 6 сезона, а также пропустила 9 эпизодов последнего сезона). Кроме того, Джон Форсайт и Джон Джеймс были единственными актёрами оригинального состава, которые появились в финальном эпизоде шоу.

### Появление Алексис
В первом эпизоде второго сезона под названием «Enter Alexis» выясняется, что таинственную свидетельницу сыграла британская актриса Джоан Коллинз. Актриса настолько блестяще сыграла роль Алексис Кэррингтон, что участие Коллинз и команды сценаристов в лице Айлин и Роберта Мейсона Поллок связывали с последующим подъёмом «Династии» в рейтингах Нильсена. Критики так охарактеризовали сценарий: «Сценарий медленно уходит от бизнес-составляющей шоу, и буквально закидывает зрителей всеми стандартными приёмами мыльных опер с такой скоростью, что кажется, будто каждая новая трагедия обрушивается на головы Кэррингтонов каждые пять минут». Дальнейшее развитие событий ставит манипуляторшу Алексис и новую жену Блейка, Кристал, в позицию двух врагов. Среди новых персонажей стоит отметить психиатра Ника Тоскани в исполнении Джеймса Фарентино, который пытается соблазнить Кристал и Фэллон, чтобы отомстить Блейку; жадную до денег и роскоши племянницу Кристал, Сэмми Джо Дин, которая выходит замуж за Стивена ради его денег. В финале сезона Блейк оказывается на дне ущелья после борьбы с Ником. К тому времени шоу попало в «Топ-20» самых рейтинговых шоу.
В сериале было несколько значительных эпизодов, которые стали «торговой маркой» «Династии» — это так называемые кошачьи драки (англ. catfight). Первая произошла в изостудии Алексис в поместье Кэррингтонов (Кристал выиграла этот «бой», однако значительно разрушила изостудию Алексис и уничтожила картину Блейка), другая — в пруду с лилиями, ещё одна — в грязевом бассейне в парке и финальная ссора (в мини-сериале «Династия: Примирение») — в fashion-студии. В словесных перепалках между Кристал и Алексис впервые на американском телевидении было употреблено слово «сука».
В третьем сезоне Алексис выходит замуж за Сэсила Колби и начинает управлять его компанией «Колби Ко». Между тем давно потерянный сын Алексис и Блейка, Адам Кэррингтон, появляется в Денвере и пытается завладеть тем, что принадлежит ему по праву. Вместе с тем зрителей знакомят ещё с несколькими новыми персонажами — бывшим мужем Кристал, теннисистом Марком Дженнигсом и дочерью Джозефа — дворецкого Кэррингтонов, Кирби Андерсон. Кирби приковывает внимание Адама, но сама она влюблена в Джеффа, который собирается развестись с Фэллон. В середине сезона до Кэррингтонов доходит известие, что Стивен погиб во время несчастного случая в Индонезии, однако молодой человек выживает, но вынужден сделать пластическую операцию, а затем возвращается в Денвер. Роль Стивена теперь исполняет актёр Джек Коулман. В финале сезона Алексис заманивает Кристал в домик в лесу, где кто-то запирает их и поджигает его — поджигателем оказывается Джозеф, собиравшийся убить только Алексис.
Пока популярность шоу неуклонно росла, бывший президент Джеральд Форд сыграл самого себя в одном из эпизодов 1983 года, появившись вместе со своей женой Бэтти и бывшим госсекретарём Генри Киссинджером — это единственный сериал, в котором появились приглашённые звёзды такого ранга. Среди новых персонажей — амбициозный бизнесмен Фарнсворт «Декс» Декстер (его сыграл Майкл Нэйдер), плейбой Питер Де Вилбис (Хельмут Бергер) и сводная сестра Блейка, певица афро-американка Доминик Деверо в исполнении Дайан Кэрролл. Основные сюжетные линии сезона включают в себя борьбу Стивена и Блейка за опеку над Дэнни, сыном Стивена и Сэмми Джо, а также попытки Алексис разрушить финансовую империю Блейка. В финале сезона Фэллон исчезает незадолго до своей второй свадьбы с Джеффом, разведённым с Кирби, когда её машина попадает в автокатастрофу (это последний эпизод Памелы Сью Мартин в роли Фэллон), а Алексис арестовывают за убийство Марка Дженнингса.
В пятом сезоне появляется незаконнорождённая дочь Алексис и Блейка, Аманда Белфорд, которую сыграла актриса Кэтрин Оксенберг. Стивен женился на Клаудии, но вскоре уходит от неё ради другого мужчины. Сэмми Джо узнаёт, что она может получить огромное наследство. В конце сезона появляется Фэллон, страдающая от амнезии — её роль играет Эмма Сэммс, а вся семья Кэррингтон отправляется в Европу на свадьбу Аманды и принца Майкла из Молдавии. Во время съёмок сезона авторы столкнулись со скандалом, когда выяснилось, что у актёра Рока Хадсона найден ВИЧ: после экранного поцелуя Линды Эванс и Хадсона многие стали опасаться за здоровье актрисы, так как болезнь ещё не была изучена — тогда считалось, что болезнь может передаваться воздушно-капельным путём, поэтому поднялся огромный скандал из-за сцены поцелуя Хадсона с актрисой Линдой Эванс. Многие боялись, что Хадсон мог заразить Эванс. Самое удивительное, что паника в СМИ дошла до того, что встал вопрос о запрете поцелуев в кино и на телевидении. В одном из выпусков таблоид «National Enquirer» опубликовал кадр из сериала с поцелуем Хадсона и Эванс, желая подогреть ситуацию и усилить паранойю среди голливудцев. Роль Дэниэла Риза стала последней для актёра Рока Хадсона (не считая его появления в шоу своей подруги Дорис Дэй) — актёр скончался 2 октября 1985 года от СПИДа.
Между тем шоу достигло первого место по рейтингам в этом году, во многом благодаря главному сценаристу Камилл Марчетта, которая прославилась тем, что написала сценарий эпизода «Who Shot J.R.?» другого популярного шоу «Даллас» пятью годами ранее.

### Молдавская «резня»
По мнению критиков, самым ярким клиффхэнгером стала так называемая «молдавская резня» в мае 1985 года. Группа террористов через окна врывается на свадьбу Аманды и Майкла, отстреливая гостей церемонии и оставляя умирать на полу зала. Эпизод стал самым обсуждаемым в телевизионном сезоне 1986 года, а посмотрело его 60 миллионов зрителей. В 2011 году Кен Такер из журнала «Entertainment Weekly» назвал этот финал одним из семи самых незабываемых в истории прайм-тайма. Когда показатели рейтинга стали известны, осенью того же года зрители узнали, что погибло всего два персонажа — молодой человек Стивена, Люк Фуллер в исполнении Билли Кэмпбелла и возлюбленная Джеффа, леди Эшли Митчелл, которую сыграла актриса Эли МакГроу. В 2006 году в специальном выпуске канала CBS под названием «Dynasty Reunion: Catfights & Caviar» Гордон Томпсон отметил, что по его мнению именно этот факт стал причиной дальнейшего падения рейтинга, а не сам сюжет с расстрелом.
Дальнейшее развитие событий виделось создателям таким — Алексис выходила замуж за короля Галена и становилась королевой Молдавии, а у Блейка начинается амнезия, и он влюбляется в Алексис. Однако планам не суждено было сбыться — Джон Форсайт высказался негативно насчёт возможного будущего своего героя, а Джоан Коллинз отказалась принимать участие в съёмках премьерного эпизода шестого сезона, так как актриса не могла договориться с продюсерами шоу относительно условий её контракта. В итоге сценарий первого эпизода был переписан, чтобы объяснить отсутствие героини, а большая часть экранного времени отошла Линде Эванс. В конце концов продюсеры пошли навстречу Коллинз и заключили с ней контракт на её условиях — они выплачивали актрисе 60 тысяч долларов за эпизод. Коллинз появилась уже во втором эпизоде сезона. Хотя зрители знали о том, что Коллинз не появится в эпизоде, показатели составили 28,1 млн зрителей — по мнению продюсеров, это объясняется тем, что аудитория хотела знать, кто выжил, а кто — нет.

### Закрытие шоу
Когда шоу отменили в 1989 году, сюжетные линии представляли собой открытый финал, в котором большинство персонажей оказалось на грани жизни и смерти. Чтобы закончить историю, авторы сняли двухсерийный фильм под названием «Династия: Примирение», вышедший в эфир в октябре 1991 года. Как бы там ни было, некоторые линии даже не были упомянуты.

## Кастинг
Алексис, появившуюся в суде в конце первого сезона, исполнила другая актриса, так как в тот момент исполнительницу роли бывшей жены Блэйка ещё не наняли. Роль Алексис была предложена Софи Лорен, Ракель Уэлш и Элизабэт Тэйлор.
Роль Кристал была предложена актрисе Энджи Дикинсон. Первоначально Джон Джеймс пробовался на роль Стивена Кэррингтона. На пробах на роль Дэкса Дэкстера актёр Майкл Нэйдер обошёл 400 кандидатов.
Эл Корли отказался от роли Стивена Кэррингтона, когда создатели придумали сюжетную линию, согласно которой Стивен «вылечился от гомосексуализма». В своё время роль Стивена наделала немало шума, так как персонаж стал первым открытым геем в прайм тайм, и изображение персонажа-гея имело важное социальное значение для Америки того времени. Позже актёра заменили на Джека Колмана, объяснив изменения во внешности тем, что Стивену сделали пластическую операцию после взрыва на буровой вышке, в котором пострадал Стивен.
Актриса Карен Селини пробовалась в сериал «Семья Колби». В тот момент Кэтрин Оксенберг потребовала более высокий гонорар. Тогда продюсеры заметили внешнее сходство между Селини и Оксенберг и заменили одну актрису другой в роли Аманды Кэррингтон. Ходили слухи, что актриса Мелиса Сью Андерсон должна была исполнить роль Кирби, а Ричард Чэмберлен — роль Дэниэла Риза.

### Основной состав
| В порядке появления в начальных титрах: | В порядке появления в начальных титрах:        | В порядке появления в начальных титрах: | В порядке появления в начальных титрах: | В порядке появления в начальных титрах: | В порядке появления в начальных титрах:                                                            |
| Актёр                                   | Персонаж                                       | Сезоны                                  | Годы                                    | Кол-во эпизодов                         | Описание                                                                                           |
| --------------------------------------- | ---------------------------------------------- | --------------------------------------- | --------------------------------------- | --------------------------------------- | -------------------------------------------------------------------------------------------------- |
| Джон Форсайт                            | Блейк Кэррингтон                               | 1-9                                     | 1981-1989                               | 217                                     | Нефтяной магнат, глава семейства Керингтонов                                                       |
| Линда Эванс                             | Кристал Кэррингтон / Рита Лесли                | 1-9/5-6                                 | 1981-1989/1985-1986                     | 209                                     | Жена Блейка/Актриса,нанятая Сэмми Джо                                                              |
| Памела Сью Мартин                       | Фэллон Кэррингтон / Кэррингтон Колби           | 1-4                                     | 1981-1984                               | 86                                      | Дочь Блейка от Алексис (Мартин до 4-го сезона)                                                     |
| Памела Беллвуд                          | Клаудия Бэрроуз Блейсдел Кэррингтон            | 1-6                                     | 1981-1986                               | 122                                     | Жена Мэттью, жена Стивена                                                                          |
| Джоан Коллинз                           | Алексис Моррелл Кэррингтон Колби Декстер Роуэн | 2-9                                     | 1981-1989                               | 204                                     | Бывшая жена Блэйка, мать его детей, вдова Сесила Колби, глава «Колби Ко»                           |
| Эл Корли                                | Стивен Дэниел Кэррингтон                       | 1-2                                     | 1981-1982                               | 35                                      | Сын Блейка и Алексис (Корли до 2 сезона)                                                           |
| Джон Джеймс                             | Джеффри Бродерик Колби                         | 1-9                                     | 1981-1989                               | 168                                     | Правая рука Блейка, племянник Сесила Колби                                                         |
| Гордон Томпсон                          | Адам Александр Кэррингтон                      | 3-9                                     | 1982-1989                               | 182                                     | Потерянный старший сын Блейка и Алексис                                                            |
| Хизер Локлир                            | Саманта Джозефина «Сэмми Джо» Риз Кэррингтон   | 2-9                                     | 1981-1989                               | 127                                     | Племянница Кристал, жена Стивена                                                                   |
| Джек Коулман                            | Стивен Дэниел Кэррингтон                       | 3-8                                     | 1982-1988                               | 148                                     | Сын Алексис и Блейка (Коулман с 3-го сезона)                                                       |
| Эмма Сэммс                              | Фэллон Кэррингтон Колби                        | 5-9                                     | 1985-1989                               | 57                                      | Дочь Блэйка и Алексис (Сэммс с 5-го сезона)                                                        |
| Кэтрин Оксенберг                        | Аманда Бедфорд Кэррингтон                      | 5-6                                     | 1984-1986                               | 53                                      | Дочь Блэйка и Алексис, рождённая после развода, воспитываемая в Лондоне (Оксенберг до 6-го сезона) |
| Карен Чилини                            | Аманда Бедфорд Кэррингтон                      | 7-9                                     | 1986-1989                               | 13                                      | Дочь Блэйка и Алексис (Чилини с 7-го сезона)                                                       |
| Уэйн Нортроп                            | Майкл Колхэйн                                  | 1, 7                                    | 1981, 1986—1987                         | 35                                      | Шофёр Кэррингтонов                                                                                 |
| Кэти Куртцман                           | Линдсэй Блейсдел                               | 1                                       | 1981-1982                               | 13                                      | Дочь Клаудии и Мэттью                                                                              |
| Дэйл Робертсон                          | Уолтер Ланкершим                               | 1                                       | 1981                                    | 13                                      | Бизнес-компаньон и старый друг Мэттью.                                                             |
| Бо Хопкинс                              | Мэтью Блейсдел                                 | 1, 7-8                                  | 1981, 1987                              | 17                                      | Небольшой конкурент Блэйка, бывший возлюбленный Кристал, муж Клаудии                               |
| Майкл Нэйдер                            | Фарнсворд «Декс» Декстер                       | 4-9                                     | 1983-1989                               | 151                                     | Сын друга Блэйка, муж Алексис                                                                      |
| Ллойд Бочнер                            | Сесил Болдуин Колби                            | 1-3                                     | 1981-1982                               | 25                                      | Нефтяной магнат, глава «Колби Ко», друг, деловой партнер и соперник Блейка                         |
| Ли Берджер                              | Джозеф Андерс                                  | 1-4                                     | 1981-1983                               | 55                                      | Дворецкий Кэррингтонов                                                                             |
| Джеймс Фарентино                        | Ник Тосканни                                   | 2                                       | 1981-1982                               | 20                                      | Семейный врач Кэррингтонов, возлюбленный Фэллон                                                    |
| Кэтлин Бэллер                           | Кирби Андерс                                   | 3-4                                     | 1982-1984                               | 45                                      | Дочь дворецкого Джозефа, жена Джеффри, жена Адама                                                  |
| Джеффри Скотт                           | Марк Дженнингс                                 | 3-4                                     | 1982-1985                               | 45                                      | Первый муж Кристал, теннисист                                                                      |
| Питер Марк Ричман                       | Эндрю Лэярд                                    | 1-4                                     | 1981-1984                               | 27                                      | Адвокат семьи Кэрринтгтонов                                                                        |
| Дебора Адэр                             | Трейси Кэндолл                                 | 4                                       | 1983-1984                               | 21                                      | Пронырливая сотрудница «Дэнвер-Кэррингтон»                                                         |
| Дайан Кэрролл                           | Доминик Деверо                                 | 4-7                                     | 1984-1987                               | 71                                      | Единокровная сестра (по отцу) Блэйка                                                               |
| Хельмут Бергер                          | Питер Де Вилбис                                | 4                                       | 1983-1984                               | 9                                       | Плейбой-бизнесмен, возлюбленный Фэллон                                                             |
| Билли Ди Уильямс                        | Брэйди Ллойд                                   | 5                                       | 1984-1985                               | 5                                       | Муж Доминик, бизнесмен, автор песен                                                                |
| Рок Хадсон                              | Дэниел Риз                                     | 5                                       | 1984-1985                               | 9                                       | Владелец конюшен «Дельта-Ро», старый знакомый Кристал                                              |
| Тэд МакГинли                            | Клэй Фэллмонт                                  | 6-7                                     | 1986-1987                               | 34                                      | |
| Кейт О’Мара                             | Кассандра «Кэсси» Киаресс Моррелл              | 6-7                                     | 1986                                    | 21                                      | Сестра Алексис                                                                                     |
| Кристофер Кейзнов                       | Бенджамин «Бен» Кэррингтон                     | 6-7                                     | 1986-1987                               | 36                                      | Младший брат Блэйка                                                                                |
| Лиэнн Ханли                             | Дана Уорринг Кэррингтон                        | 7-9                                     | 1986-1988                               | 47                                      | |
| Терри Гарбер                            | Лесли Кэррингтон                               | 7-8                                     | 1987-1988                               | 36                                      | Дочь Бена                                                                                          |
| Джеймс Хили                             | Шон Роуэн Андерс                               | 8                                       | 1987-1988                               | 22                                      | |

### Остальные персонажи
- Томас Кэррингтон, отец Блейка, Бэна и Доминик — Гарри Эндрюс
- Констанс «Кони» Колби Паттерсон — Барбара Стэнвик
- Джейсон Колби, нефтяной магнат, глава «Колби-Интерпрайзес», настоящий отец Джеффа Колби — Чарлтон Хестон
- Филипп Колби, младший брат Кони, Сесила и Джейсона — Майкл Паркс
- Майлз Эндрю Колби, сын Джейсона и Сэйбл — Максвелл Колфилд
- Моника Колби, дочь Джейсона и Сэйбл — Трэйси Скоггинс
- Близ Колби, дочь Джейсона и Сэйбл — Клэр Ярлетт
- Сэйбл Скотт Колби, супруга Джейсона — Стефани Бичем
- Франческа Скотт Колби Гамильтон Лэнгдон, младшая сестра Сэйбл, мать Джеффа Колби — Кэтрин Росс
- Зак Пауэрс, богатый судовладелец — Рикардо Монтальбан
- Спиро Коралес, пасынок Зака Пауэрса — Рэй Уайз
- Николай Ростов, танцор из России — Эдриан Пол
- Михал, наследный принц Молдавии — Майкл Прайд
- Гэлин, король Молдавии — Джоэль Фабиани
- Леди Эшли Митчелл — Эли МакГроу
- Гарретт Бойдстон, адвокат семьи Колби — Кэн Говард
- Джоэль Абригор, режиссёр, авантюрист — Джордж Хэмилтон
- Нил МакВэйн, сенатор — Пол Бурк
- Морган Гэсс, частный детектив — Хэнк Брэнт
- Люк Фюллер, работник «Колби-Ко» — Билл Кэмпбелл
- Эмили Фэллмонт — Пэт Кроули

## Связанные шоу

### Спин-оффы
Ответвление сериала под названием «Семья Колби» стартовало в 1985 году, ознаменовав возвращение якобы погибшей Фэллон и её мужа Джеффа, выследившего жену в Лос-Анджелесе, где они становятся участниками семейных интриг родных Джеффа из семейства Колби. Актриса Памела Сью Мартин получила предложение вновь сыграть роль Фэллон, но она отказалась, и роль перешла к актрисе Эмме Сэмс. Шоу продержалось в эфире всего два сезона, и в конце Фэллон и Джефф возвращаются в оригинальный сериал «Династия».
По окончании 9-летнего показа, в 1991 году, был выпущен мини-сериал под названием «Династия: Примирение», который должен был закончить все сюжетные линии шоу. Действие происходило несколько лет спустя — Фэллон выжила после обвала, Кристал выходит из клиники, а Блэйк, выжив после ранения, отсидел в тюрьме. Как бы там ни было, не все сюжетные линии получили своё окончание.
В конце 1990-х долгое время ходили слухи о возобновлении франшизы с подзаголовком «Династия: Новое поколение» (англ. Dynasty: The Next Generation), в котором бы рассказывалось о подросших детях и внуках главных героев. Идея создания действительно витала в воздухе, но всерьёз за проект так никто и не взялся.
2 января 2005 года на канале ABC был показан фильм в псевдо-документальном стиле под названием «Династия: За кулисами секса, алчности и интриг» (англ. Dynasty: The Making Of A Guilty Pleasure), рассказывающий о закулисных интригах актёров во время съёмок легендарного шоу. Критика дала довольно разнообразные отзывы, а также негативно оценена актёрами сериала — Джоном Форсайтом, Линдой Эванс и Джоан Коллинз. Съёмки проходили в Австралии, а главные роли исполнили Бартоломью Джон (Джон Форсайт), Мэлора Хардин (Линда Эванс) и Элис Кридж (Джоан Коллинз). В начале фильма авторы предупреждают о возможных искажениях хронологии событий, а также о вымышленности событий и искажении характеров реально существующих людей.
В конце 2000-х появилась новая волна интереса к сериалу, когда начался выпуск шоу на DVD. На сей раз речь идёт о полнометражном фильме, по мотивам сериала. И в отличие от ранних идей, новый проект станет не продолжением, а предысторией, в котором создатели расскажут о том, как Блейк стал магнатом, о его браке с Алексис, разводе и встрече с Кристал.
12 января 2011 года супруги Шапиро объявили о том, что они работают над сценарием полнометражного фильма, действие которого происходит в 1960-х годах — по их задумке, картина должна послужить началом новой кино-франшизы «Династия». В интервью от сентября 2011 года, Джоан Коллинз подтвердила, что «Эстер Шапиро связалась с ней насчёт сценария и возможного развития сюжета». Актриса даже предложила кандидатуру на роль молодой Алексис — её должна сыграть Джемма Артертон, а Блейка — Крис Пайн. При этом она сказала, что вряд ли вернётся к роли Алексис, но с удовольствием появится в гостевой роли, если ей сделают официальное предложение.

### Специальные выпуски
| |                                             |                     |                       |  |  |  |
| 1 | Christmas With The Carringtons              | 1985                | BBC1                  |  |  |  |
| Британский специальный-выпуск с ведущим Терри Воганом, который берёт интервью у актёров сериала, которые рассказывают как они и их семьи проводят праздники. |                                             |                     |                       |  |  |  |
| |                                             |                     |                       |  |  |  |
| 2 | Dynasty Unmasked                            | 1993-1994           |                       |  |  |  |
| Проект Эла Корли, в котором приняли участие многие актёры телесериала. Документальный фильм состоит из трёх часовых эпизодов. Актёры рассказывают о себе и съёмках в легендарном шоу. |                                             |                     |                       |  |  |  |
| |                                             |                     |                       |  |  |  |
| 3 | ET Dynasty Special: The Real Drama          | 1999 год            | Entertainment Tonight |  |  |  |
| Из этого документального фильма зрители узнают о том, как Джоан Коллинз справлялась с трагедией, произошедшей с её дочерью; всю правду о съёмках сцены с участием Линды Эванс и Рока Хадсона; борьбе Дайан Кэрролл с раком груди; и других личных драмах актёров легендарного сериала.                                                                                 |                                             |                     |                       |  |  |  |
| |                                             |                     |                       |  |  |  |
| 4 | TV Guide’s Truth Behind The Rumors: Dynasty | 8 марта 2001 года   | —                     |  |  |  |
| Актёры и члены съёмочной группы откровенно рассказывают о всех конфликтах, которые возникали на съёмочной площадке сериала, не боясь казаться грубыми. |                                             |                     |                       |  |  |  |
| |                                             |                     |                       |  |  |  |
| 5 | E! True Hollywood Story: Dynasty            | 11 ноября 2001 года | E!                    |  |  |  |
| |                                             |                     |                       |  |  |  |
| |                                             |                     |                       |  |  |  |
| 6 | After They Were Famous: After Dynasty       | 14 июля 2002 года   | —                     |  |  |  |
| В этом выпуске британского документального шоу, актёры рассказывают о славе, свалившейся на них после выхода телесериала и о том, как сложилась их судьба много лет спустя после окончания шоу. |                                             |                     |                       |  |  |  |
| |                                             |                     |                       |  |  |  |
| 7 | Serial Bowl: Alexis vs. Krystle             | 2004 год            | SOAPnet               |  |  |  |
| Кабельный канал устроил повторный показ всех девяти сезонов шоу — был проведён теле-марафон с Эстэр Шапиро под названием «Сериальное застолье: Алексис против Кристалл», включающий документальные кадры о съёмках сериала. |                                             |                     |                       |  |  |  |
| |                                             |                     |                       |  |  |  |
| 8 | Dynasty Reunion: Catfights & Caviar         | 2 мая 2006 года     | CBS                   |  |  |  |
| Актёры Джон Форсайт, Линда Эванс, Памэла Сью Мартин, Эл Корли, Гордон Томпсон и Кэтрин Оксинберг, а также многие другие, делятся воспоминаниями о съёмках сериала. Съёмки шоу проходили в особняке Мэлори, чей фасад был использован для съёмок особняка Кэррингтонов. К примеру, Джоан Коллинз сказала, что все трюки, включая эпизоды драк, были выполнены дублёром. |                                             |                     |                       |  |  |  |

## Релиз

### Рейтинги
К концу сезона 1981—1982 годов «Династия» вошла в Top 20, где продержалась со второго по седьмой сезоны, и в конечном итоге стала хитом № 1 в 1985 году с общим показателем 25,0 млн и средним показателем 21,2 млн домов на один эпизод.
- Сезон 1 (1981): N/A
- Сезон 2 (1981—1982): #19 (20.2)[6][7]
- Сезон 3 (1982—1983): #5 (22.4)[6][25]
- Сезон 4 (1983—1984): #3 (24.1)[6][26]
- Сезон 5 (1984—1985): #1 (25.0)[6][14]
- Сезон 6 (1985—1986): #7 (21.8)[6][27]
- Сезон 7 (1986—1987): #24 (17.2)[6]
- Сезон 8 (1987—1988): #41 (N/A)
- Сезон 9 (1988—1989): #57 (N/A)

### Награды
Сериал номинировался на премию «Золотой глобус» в номинации «Лучшая ТВ-драма» каждый год в период с 1981 по 1986 года, но получил награду лишь в 1984. Это единственная вечерняя мыльная опера, получившая премию в этой номинации. Джон Форсайт и Джоан Коллинз также номинировались в категории «Лучший актёр» и «Лучшая актриса» каждый год с 1981 по 1986, а Линда Эванс номинировалась в категории «Лучшая актриса» с 1981 по 1985. Эванс выиграла её в 1982 году, Форсайт — в 1983 и 1984, а Коллинз — в 1983.

## Продукция

### Куклы
В 1985 году компания «World Doll» выпустила куклы Алексис и Кристл. В 2011 году компания «Mattel», выпускающая куклы Барби, также обрадовала поклонников сериала новыми моделями в образах Кристл и Алексис.

### Книги
Было выпущено два романа под названиями «Династия» (англ. Dynasty) в 1983 году и «Возвращение Алексис» (англ. Alexis Returns) в 1984 году, написанных Эйлен Лоттман (англ. Eileen Lottman). Кроме того, в 1984 году издательством «Doubleday/Dolphin» была выпущена книга «Династия: Авторизированная биография Кэррингтонов» (англ. Dynasty: The Authorized Biography Of The Carringtons), включавшая вступления Эстер Шапиро. Данная книга включала биографии персонажей — в виде пересказа основных событий шоу, а также описание основных локаций и большое количество фотографий.

### Саундтрек
В 1982 году немецкий лейбл «Arista Records» выпустил пластинку с записью главных тем «Династии» и «Фэлкон-Крест». Также главная музыкальная тема сериала неоднократно выпускалась на сборниках саундтреков к телесериалам.

### Парфюмерия
Был выпущен парфюм «Forever Crystal» и «Carrington» в 1984 и 1985 годах.

### Выход на DVD
Первый сезон поступил в продажу 19 апреля 2005 года и был выпущен компанией «20th Century Fox Home Entertainment». Права на выпуск следующих сезонов перешли к «CBS Home Entertainment» (дистрибьютору «Paramount Home Entertainment») с ноября 2006.
Сериал получил рейтинг  PG  в большинстве регионов.
| Сезон | Кол-во эпизодов | Регион 1                     | Регион 2 (Великобритания) | Регион 2 (Германия) | Регион 2 (Швеция) | Регион 4 (Австралия) | Дополнительные материалы                                                                                     |
| ----- | --------------- | ---------------------------- | ------------------------- | ------------------- | ----------------- | -------------------- | --- |
| 1     | 13              | 19 апреля 2005               | 9 марта 2009              | 3 июля 2008         | 9 апреля 2008     | 9 апреля 2008        | Интервью с Памелой Сью Мартин и Элом Корли, Комментарии Эстер Шапиро и Эла Корли к 2 эпизодам, обзор сериала |
| 2     | 22              | 14 августа 2007              | 9 марта 2009              | 5 марта 2009        | 22 октября 2008   | 1 октября 2008       | Интерактивное семейное древо                                                                                 |
| 3     | 24              | 17 июня 2008 21 октября 2008 | 18 мая 2009               | 3 сентября 2009     | 29 апреля 2009    | 2 апреля 2009        | бонусов нет                                                                                                  |
| 4     | 27              | 7 апреля 2009 2 февраля 2010 | 8 марта 2010              | 3 декабря 2009      | 25 ноября 2009    | 24 декабря 2009      | бонусов нет                                                                                                  |
| 5     | 29              | 5 июля 2011                  | 21 июня 2010              | 8 июля 2010         | 28 июля 2010      | 5 августа 2010       | Интервью «Entertainment Tonight» с Роком Хадсоном                                                            |
| 6     | 31              | 3 июля 2012                  | 24 января 2011            | 9 декабря 2010      | 24 ноября 2010    | 26 июня 2013         | бонусов нет                                                                                                  |
| 7     | 28              | 9 июля 2013                  | 30 января 2012            | 8 декабря 2011      | 16 ноября 2011    | 26 июня 2013         | бонусов нет                                                                                                  |
| 8     | 22              | TBA                          | 30 июля 2012              | 6 сентября 2012     | 1 августа 2012    | 26 июня 2013         | бонусов нет                                                                                                  |
| 9     | 22              | TBA                          | 28 января 2013            | 6 декабря 2012      | 12 декабря 2012   | 26 июня 2013         | бонусов нет                                                                                                  |

## Пародия
Пародию на «Династию», а также сериал «Даллас» (под названием «Dallasty») показал в одном из своих шоу Кенни Эверетт. Однако имена лишь двух из персонажей пародии имеют прототипов в сериале «Династия» — это Берк Бэррингтон (Блейк Кэррингтон) и Тексас Долби (Алексис Колби); все остальные — отсылка к сериалу «Даллас»: мисс Ойли (Мисс Элли Юинг), Джуси Стюинг (Сью Эллен Юинг), Питон Харлоу (Клейтон Фэрроу), Ар Джей Стюинг (Джей Ар Юинг) и Спэм Стюинг (возможно, имелась в виду Памела Барнс Юинг).